# 441. pehotni polk (Wehrmacht)
441. pehotni polk (izvirno nemško Infanterie-Regiment 441) je bil eden izmed pehotnih polkov v sestavi redne nemške kopenske vojske med drugo svetovno vojno.

## Zgodovina
Polk je bil ustanovljen 24. decembra 1941 kot Valkirska enota (nemško »Walküre«-Einheit) v WK II z reorganizacijo 233., 542. in 982. bataljonov deželnih strelcev; polk je bil dodeljen 416. pehotni diviziji. Valkirska enota je bila sprva poslana na Dansko. 
1. marca 1942 je bil polk preimenovan v 441. deželnostrelski polk.